# Natasha Melnick
Pour les articles homonymes, voir Melnick.
Natasha Melnick est une actrice américaine née à Los Angeles (Californie) le 10 avril 1984.

## Filmographie
- 1999/2000 : Freaks and Geeks.
- 2000 : Malcolm (Malcolm in the Middle).
- 2002 : Do Over.
- 2004/2005 : Boston Public.